# Bullewijk (rivier)
De Bullewijk is een riviertje van ongeveer 3 km lang in de gemeente Ouder-Amstel in de Nederlandse provincie Noord-Holland. Het stroomt vanaf de Voetangelbrug bij de driesprong van de Holendrecht, de Waver en de Bullewijk naar de Amstel. Na een kort stuk buigt de rivier naar links waar de Zuidwetering in de rivier uitkomt en daar een stuk breder is. Daarna loopt het riviertje ten oosten van de Bullewijker en Holendrechter polder en kruist de A9 bij de Holendrechterzijweg en Polderweg. Bij binnenkomst in Ouderkerk aan de Amstel ligt de Benningbrug en in het centrum van het dorp na de Kerkbrug stroomt het in de Amstel. De weg op de rechteroever is tot de Benningbrug de Holendrechterweg en daarna de Koningin Julianalaan en de weg op de linkeroever is de Rondehoep Oost.  
Het riviertje, een oostelijke zijtak van de Amstel, wordt op een kaart uit 1687 nog "Oude Amstel" genoemd.
De Amsterdamse wijk Bullewijk en het metrostation Bullewijk in Amsterdam-Zuidoost zijn naar deze rivier vernoemd.

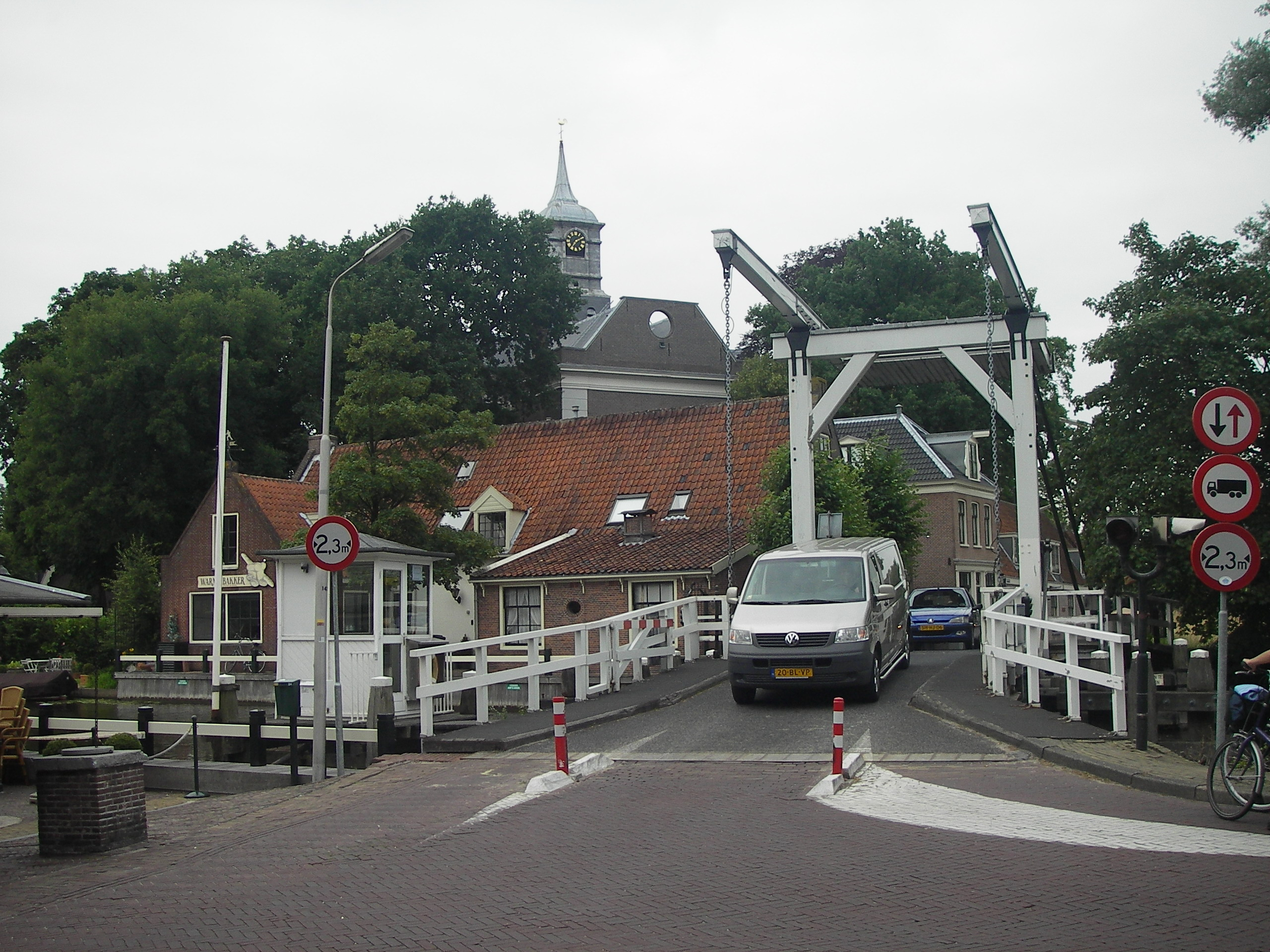
Rijksmonument "Kerkbrug". Houten ophaalbrug over een zijtak van de Oude Amstel, genaamd "Bullewijk"